# Archboldomys luzonensis
Archboldomys luzonensis és una espècie de mamífer rosegador de la família dels múrids. Són rosegadors de petites dimensions, amb una llargada de cap a gropa de 96 a 125 mm i una cua de 60 a 80 mm. Poden arribar a pesar fins a 47 g. Es troba exclusivament a les Filipines. Habita boscos secs subtropicals o tropicals. Està amenaçada a causa de la tala d'arbres.